# Девственные влажно-тропические леса Суматры
Девственные влажно-тропические леса Суматры — влажные тропические леса на острове Суматра площадью в 2.5 млн. га, находящиеся под угрозой. В 2004 году Комитет Всемирного наследия включил влажные тропические леса Суматры в Список Всемирного наследия ЮНЕСКО за их биоразнообразие. В связи с риском, вызванным  браконьерством, нелегальной лесозаготовкой, вторжением сельского хозяйства и планами строительства дорог через территорию объекта леса были внесены в Список всемирного наследия, находящегося под угрозой. Решение было принято на 35-й сессии Комитета Всемирного наследия. Территорию составляют три национальных парка Индонезии: Букит-Барисан-Селатан, Керинси-Себлат и Гунунг-Лёсер.
Ранее влажные леса преобладали и в прибрежной полосе острова, но из-за интенсивной вырубки деревьев и увеличения площадей сельхозугодий они сместились в горную зону на высоту до 1500 м от уровня моря. Здесь можно встретить порядка 10 тысяч видов растений, среди которых огромное количество лиан, эпифитов и других тропических растений. В тропических лесах зафиксировано свыше 200 видов млекопитающих и почти 600 видов птиц.